# Фёдоровка (Новодонецкая поселковая община)
Фёдоровка (укр. Федорівка) — село в Новодонецкой поселковой общине Краматорского района Донецкой области Украины.

## Общие сведения
Население по переписи 2001 года составляло 8 человек. Почтовый индекс — 84041. Телефонный код — 6269.

## Местная власть
85010, Донецкая область, Краматорский район, пгт Новодонецкое, ул. Московская, 3.